# Euxoa condita
Euxoa condita är en fjärilsart som beskrevs av Lafontaine 1975. Euxoa condita ingår i släktet Euxoa och familjen nattflyn. Inga underarter finns listade i Catalogue of Life.